# Allodynerus mandschuricus
Allodynerus mandschuricus är en stekelart som beskrevs av Blüthgen 1953. Allodynerus mandschuricus ingår i släktet rörgetingar, och familjen Eumenidae. Inga underarter finns listade i Catalogue of Life.